# Col Washington
Pour les articles homonymes, voir Washington.
Le col Washington, ou Washington Pass en anglais, est un col de montagne des North Cascades situé dans le Nord de l'État de Washington, aux États-Unis. Ce col routier est franchi par la Washington State Route 20 à la limite du comté de Chelan, à l'ouest, et du comté d'Okanogan, à l'est. Il marque aussi la frontière entre la forêt nationale de Wenatchee et la forêt nationale d'Okanogan.